# Дикова, Мария Михайловна
 Мария Михайловна Дикова (род. в 1944 году) — телятница совхоза «Озерецкий» Орехово-Зуевского района Московской области, полный кавалер ордена Трудовой Славы (199-).

## Биография
Родилась в 1944 году в Тамбовской области.
Окончив школу, переехала к дяде в город Челябинск, где 2 года трудилась на заводе, а затем вернулась на родину. Из Тамбовской области переехала к сестре в Московскую область, где течение 34 лет работала телятницей совхоза «Озерецкий» в Орехово-Зуевском районе. Неоднократно перевыполняла нормы по привесам телят, за которыми ухаживала, как за малыми детьми, обслуживая по 150—170 голов при норме 80-90. Участница Выставки достижений народного хозяйства (ВДНХ) СССР в Москве, где удостоена золотой и серебряной медалей выставки.
Указами Президиума Верховного Совета СССР от 23 декабря 1976 и от 21 декабря 1983 года награждена орденами Трудовой Славы 3-й и 2-й степеней.
Указом Президиума Верховного Совета СССР от 17 августа 1988 года за достижение высоких результатов в увеличении производства сельскохозяйственной продукции на основе освоения интенсивных технологий и передовых методов организации труда в земледелии и животноводстве Дикова Мария Михайловна награждена орденом Трудовой Славы 1-й степени. Стала полным кавалером ордена Трудовой Славы.
В дальнейшем вышла на заслуженный отдых.
Живёт в сельском поселении Верейское Орехово-Зуевского района Московской области.

## Награды
Награждена орденами Трудовой Славы 1-й, 2-й, 3-й степеней:
3 ст. 23.12.1976 № 322227
2 ст. 21.12.1983 № 20528
1 ст. 17.08.1988 № 635
- медалями, а также золотой и серебряной медалями ВДНХ СССР, знаками «Ударник пятилетки», «Победитель социалистического соревнования»[1].